# Рогачёв, Евгений Сергеевич
Евгений Сергеевич Рогачёв (укр. Євген Сергійович Рогачов; род. 30 августа 1983, Запорожье) — украинский игрок в мини-футбол. Игрок белорусского клуба «ВРЗ». Выступал за сборную Украины по мини-футболу.

## Биография
Рогачёв — воспитанник запорожской школы футзала, начинал свою профессиональную карьеру во второй команде ДСС. В первой команде Рогачёв дебютировал в сезоне 2003/04, тогда впервые и стал медалистом чемпионата Украины, а потом стал капитаном команды. ДСС завоевала серебряные медали, уступив в финальной серии плей-офф донецкому «Шахтёру» 0:3.
В середине чемпионата 2006/07 Евгений принял решение перейти в львовский ТВД, где в следующем сезоне стал обладателем Кубка Украины.
В сезоне 2009/10 перебрался в львовскую «Энергию». За время выступления в составе энергетиков Евгений смог выиграть чемпионат Украины, а также трижды стал обладателем Кубка.

## Сборная Украины
В сборной дебютировал в возрасте 22-х лет в матче с Нидерландами (4:1) и стал основным её игроком.

## Достижения
- Чемпион Украины: 2011/12, 2014/15
- Обладатель Кубка Украины: 2007/08, 2010/11, 2011/12, 2012/13, 2013/14, 2015/16
- Обладатель Суперкубка Украины: 2014, 2015